# Fabien Martin
 (janvier 2023).
Si vous disposez d'ouvrages ou d'articles de référence ou si vous connaissez des sites web de qualité traitant du thème abordé ici, merci de compléter l'article en donnant les références utiles à sa vérifiabilité et en les liant à la section « Notes et références ».
Fabien Martin (né le 7 février 1974 à Châtenay-Malabry) est un auteur-compositeur-interprète français. De 2003 à 2008, il se forme à l'ACP La Manufacture Chanson.
Il est le neveu de Michel Jonasz.[réf. nécessaire]

## Discographie
(Cliquez sur "afficher" pour afficher la liste)
- Ever Everest (2004)

La vie morose est une adaptation très libre de La vie en rose d'Édith Piaf ; La tzigane est un poème de Guillaume Apollinaire mis en musique.
Deux rééditions de cet album sont parues : l'une contient des extraits d'un concert à l'Européen, notamment la chanson C’est pas tous les jours qu'on rigole qui ouvre habituellement les concerts, et qui ne figure pas sur les albums ; l'autre contient le titre Riz complet de Nino Ferrer que Fabien Martin avait enregistré sur la compilation On dirait Nino, qui regroupe des titres de Nino Ferrer interprétés par des jeunes artistes de la “Nouvelle scène française”.
- Comme un seul homme (2006)

L'album est sorti le 18 septembre 2006. Le premier single Toute une vie est sorti le 28 août.
Cet album est marqué par de nombreuses références artistiques, notamment au monde du cinéma (Paris gangster contient un extrait du film Casque d'Or ; Indélébiles devait contenir des extraits d'un film de François Truffaut — ce qui n'a pas pu être fait pour des raisons de droits d'auteur), et à la poésie (Trottoir de l'Elysée Palace et C'était longtemps avant la guerre sont des poèmes de Paul-Jean Toulet). Desert on fire est un duo avec le groupe Ruby Brune.
- Plusieurs titres qui ont été chantés en concert ne figurent pas sur les albums, tels que C’est pas tous les jours qu’on rigole, Paris Vincennes et Je voudrais que tout revienne. Il a notamment repris Vesoul de Jacques Brel.
- Littoral, EP (2014)

- La liberté, single 2 titres (2016)

- aMour(s) (2019)